# شوشو (فیلم)
شوشو نام یک کمدی فرانسوی است که در سال ۲۰۰۳ اکران شد. فیلم دربارهٔ یک تراجنسیتی مغرب عربی است که برای بافتن برادرزاده‌اش به پاریس می‌آید. گاد اِلمالِه نقش اول را در این فیلم داشت و جایزه سزار بهترین بازیگر مرد را به خود اختصاص داد. شوشو در زمان اکران چهار میلیون نفر تماشاچی داشت.

## جستارهای بیرونی
- Chouchou در بانک اطلاعات اینترنتی فیلم‌ها (IMDb)
- Chouchou در آل‌مووی